# Regierung Hansen I
Die Regierung Hansen I (dän. regeringen Hansen I) unter dem sozialdemokratischen Ministerpräsidenten H. C. Hansen war vom 1. Februar 1955 bis zum 28. Mai 1957 die Regierung die dänische Regierung. Amtierender König war Friedrich IX.
Die Regierung Hansen I war das 47. dänische Kabinett seit der Märzrevolution. Sämtliche Minister der vorigen Regierung wurden übernommen. Zusätzlich wurde Ernst Christiansen als Minister ohne Geschäftsbereich aufgenommen. Hansen selbst hatte bereits in der Regierung Hedtoft II als Außenminister gedient und nach Hedtofts Tode dessen Amt übernommen.

## Kabinettsliste
| Ressort                                                  | Name                   | Partei             | Amtsperiode             |
| -------------------------------------------------------- | ---------------------- | ------------------ | ----------------------- |
| Ministerpräsident und Äußeres                            | H. C. Hansen           | Socialdemokraterne |                         |
| Finanzen                                                 | Viggo Kampmann         | Socialdemokraterne |                         |
| Verteidigung                                             | Rasmus Hansen          | Socialdemokraterne | bis zum 25. Mai 1956    |
| Verteidigung                                             | Poul Hansen            | Socialdemokraterne | ab dem 25. Mai 1956     |
| Inneres                                                  | Johannes Kjærbøl       | Socialdemokraterne | bis zum 30. August 1955 |
| Inneres                                                  | Carl Petersen          | Socialdemokraterne | ab dem 30. August 1955  |
| Kirche                                                   | Bodil Koch             | Socialdemokraterne |                         |
| Bildung                                                  | Julius Bomholt         | Socialdemokraterne |                         |
| Justiz                                                   | Hans Hækkerup          | Socialdemokraterne |                         |
| Industrie, Handel und Seefahrt                           | Lis Groes              | Socialdemokraterne |                         |
| Soziales                                                 | Johan Strøm            | Socialdemokraterne |                         |
| Wirtschaft und Arbeit                                    | Jens Otto Krag         | Socialdemokraterne |                         |
| Wohnungen (ab dem 30. August 1955 auch Grönlandminister) | Johannes Kjærbøl       | Socialdemokraterne |                         |
| öffentliche Arbeiten                                     | Carl Petersen          | Socialdemokraterne | bis zum 30. August 1955 |
| öffentliche Arbeiten                                     | Kai Lindberg           | Socialdemokraterne | ab dem 30. August 1955  |
| Landwirtschaft                                           | J. S. Smørum           | Socialdemokraterne |                         |
| Fischerei                                                | Christian Christiansen | Socialdemokraterne |                         |
| ohne Geschäftsbereich                                    | Ernst Christiansen     | Socialdemokraterne |                         |

## Quelle
- Statsministeriet: Regeringen H.C. Hansen I